# Samen (Acda en De Munnik)
Samen is een nummer van het Nederlandse cabaret- en zangduo Acda en De Munnik uit 2014. Dit was tijdelijk het laatste nummer dat de twee als duo uitbrachten, en is tevens onderdeel van de soundtrack van de animatiefilm Pim & Pom: Het Grote Avontuur.
"Samen" is een kort, maar vrolijk nummer, dat gaat over hoe mooi het is om samen te zijn. Dit was het laatste nummer dat uitgebracht werd als duo toen Acda en De Munnik enkele weken er voor hadden aangekondigd niet meer samen op te treden. Het nummer wist de Nederlandse hitlijsten echter niet te bereiken.